# Frecuencímetro

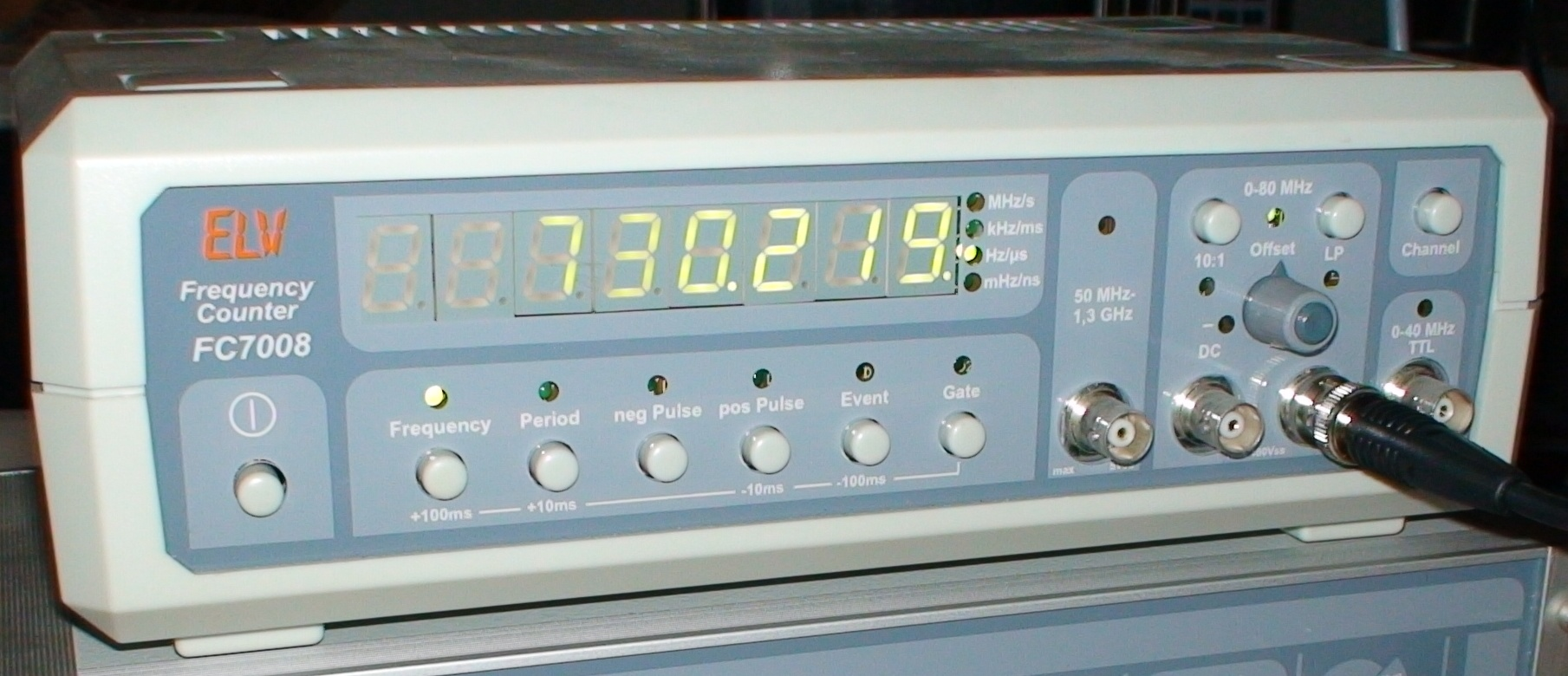
Contador de frecuencia o frecuencímetro

Un frecuencímetro es un instrumento que sirve para medir la frecuencia, contando el número de repeticiones de una onda en la misma posición en un intervalo de tiempo mediante el uso de un contador que acumula el número de periodos. Dado que la frecuencia se define como el número de eventos de una clase particular ocurridos en un período, su medida es generalmente sencilla.
Según el sistema internacional el resultado se mide en Hertzios (Hz). El valor contado se indica en un display y el contador se pone a cero, para comenzar a acumular el siguiente periodo de muestra.
La mayoría de los contadores de frecuencia funciona simplemente mediante el uso de un contador que acumula el número de eventos. Después de un periodo predeterminado (por ejemplo, 1 segundo) el valor contado es transferido a un display numérico y el contador es puesto a cero, comenzando a acumular el siguiente periodo de muestra.
El periodo de muestreo se denomina base de tiempo y debe ser calibrado con mucha precisión.

## Utilización
Para efectuar la medida de la frecuencia existente en un circuito, el frecuencímetro ha de colocarse en paralelo, en derivación sobre los puntos entre los que tratamos de efectuar la medida. Esto nos lleva a que el frecuencímetro debe poseer una resistencia interna alta, para que no produzca un consumo apreciable, lo que daría lugar a una medida errónea. Por ello, en el caso de instrumentos basados en los efectos electromagnéticos de la corriente eléctrica, estarán dotados de bobinas de hilo muy fino y con muchas espiras, con lo que con poca intensidad de corriente a través del aparato se consigue la fuerza necesaria para el desplazamiento de la aguja indicadora.
Si el elemento a contar está ya en forma electrónica, todo lo que se requiere es un simple interfaz con el instrumento. Cuando las señales sean más complejas, se tendrán que acondicionar para que la lectura del frecuencímetro sea correcta. Incluyendo en su entrada algún tipo de amplificador, filtro o circuito conformador de señal.
Otros tipos de eventos periódicos que no son de naturaleza puramente electrónica, necesitarán de algún tipo de transductor. Por ejemplo, un evento mecánico puede ser preparado para interrumpir un rayo de luz, y el contador hace la cuenta de los impulsos resultantes.

## Frecuencímetro digital
Es el tipo de frecuencímetro más usado, cuenta con unas características excepcionales en cuanto a resolución y exactitud en la lectura, mostrando con precisión en su pantalla de display LCD el resultado.

## Frecuencímetro de radiofrecuencia
Los frecuencímetros diseñados para radiofrecuencia (RF) actúan igual que los frecuencímetros para más bajas frecuencias, pero suelen tener un mayor rango de medida para evitar su desbordamiento.
Para las frecuencias muy altas, los diseños utilizan un dispositivo capaz de bajar la frecuencia de la señal para que los digitales normales puedan operar con frecuencias más comunes. Los displays tienen esto en cuenta para indicar la lectura verdadera.

## Precisión de la medida
La precisión de un contador de frecuencia depende en gran medida de la estabilidad de su base de tiempo. Con fines de instrumentación se utilizan generalmente osciladores controlados por cristal de cuarzo, en los que el cristal está encerrado en una cámara de temperatura controlada, conocida como horno del cristal.

Cuando no se necesita conocer la frecuencia con tan alto grado de precisión se pueden utilizar osciladores más simples.
También es posible la medida de frecuencia utilizando las mismas técnicas en software en un sistema embebido - una CPU por ejemplo, puede ser dispuesta para medir su propia frecuencia de operación siempre y cuando tenga alguna base de tiempo con que compararse.